# Al-Atk
El uadi al-Atsh o uadi Al-Atk (àrab: وادي العتش, wādī al-ʿAtx, o وادي العتك, wādī al-ʿAtk, pronunciat localment atts i pels beduïns d'altres llocs atks) és una vall del Najd, a l'Aràbia Saudita, el més occidental dels congosts de la part occidental de les muntanyes Tuwayk. És un uadi generalment sec però amb fortes crescudes cada cop que plou, originat a la vora de l'oasi d'al-Kasav.
Al nord té Sudayr i al sud al-Mahmal. Els pous amb aigua dolça anomenats Hafar al-Atk són una dotzena alguns de fins a 40 metres; els principals són al-Ghabbahiyya i Sudayra. La tradició diu que foren excavats pels Banu Khalid que van dominar l'Aràbia oriental fins al segle xviii quan van arribar els wahhabites dirigits pels Al Saüd.